# Bisulfit-Reaktion
Die Bisulfit-Reaktion ist eine nukleophile Addition von Natriumhydrogensulfit (Bisulfit) an Carbonyle. Dabei bildet sich aus den verwendeten flüssigen Edukten ein festes, wasserlösliches Addukt. Die Reaktion ist reversibel und kann daher zur Abtrennung zahlreicher Carbonylverbindungen von anderen organischen Substanzen benutzt werden.  Sie ist daher eine effektive Methode zur Aufreinigung und Abtrennung der eingesetzten Edukte und Verunreinigungen, wenn diese ähnliche chemische Eigenschaften wie die Carbonylverbindung besitzen.

## Mechanismus der Bisulfit-Reaktion

### Ablauf der Reaktion
Der elektrophile Carbonylkohlenstoff wird zunächst vom freien Elektronenpaar des Schwefelatoms angegriffen, es kommt zur nukleophilen Addition des Sulfit-Ions. Nach intramolekularer Protonenwanderung entsteht das Produkt, eine Sulfonsäure, die aus organischen Lösungsmitteln als Feststoff ausfällt.
Die Reaktion ist jedoch fast vollständig reversibel.  Versetzt man das in Wasser gelöste Sulfonat mit 20%iger Schwefelsäure und erhitzt es unter Rückfluss, scheidet sich unter Schwefeldioxid-Entwicklung die eigentliche  Carbonylverbindung als organische Phase ab. 

### Reaktivität
Wie jede nukleophile Addition am elektrophilen Carbonylkohlenstoff ist die Reaktion von sterischen und elektronischen Faktoren abhängig.
- je größer die sterische Hinderung an den Resten R1 und R2, desto unreaktiver wird die Carbonylverbindung
- entsprechen R1 und R2 Resten mit +I- und +M-Effekten, ist die Verbindung weniger elektrophil und damit weniger reaktiv

Je elektrophiler die Carbonylverbindung ist, desto exothermer ist also auch die ablaufende Reaktion.